# Oksazolidyna
Oksazolidyna – heterocykliczny organiczny związek chemiczny, składający się z pięcioczłonowego pierścienia zawierającego trzy atomy węgla oraz po jednym atomie azotu i tlenu. Atomy tlenu i azotu są w pierścieniu heteroatomami. Oksazolidyna jest związkiem nasyconym, gdyż w pierścieniu nie występują wiązania wielokrotne; jej nienasyconym analogiem jest aromatyczny oksazol. Pochodne oksazolidyny stosowane są jako środki przeciwdrgawkowe.